# Kamila Lićwinko
Kamila Lićwinko (Bielsk Podlaski, Polonia, 22 de marzo de 1986) es una atleta polaca especializada en salto de altura. Sus mejores marcas personales son  1.99 metros en exterior (2013) y 2.02 metros en pista cubierta (2015). Ambas marcas son los récords nacionales de Polonia. Lićwinko ganó la medalla de oro en el Campeonato Mundial de Atletismo en Pista Cubierta de 2014 junto a la atleta rusa María Kúchina.

## Palmarés internacional
| Año  | Competición                            | Lugar                    | Puesto   | Marca  |
| 2005 | Campeonato Europeo de Atletismo Junior | Kaunas, Lituania         | 8.ª      | 1.82 m |
| 2007 | Campeonato U23 Europeo de Atletismo    | Debrecen, Hungría        | 4.ª      | 1.86 m |
| 2009 | Europeo de Pista Cubierta              | Turín, Italia            | 8.ª      | 1.92 m |
| 2009 | Universiadas 2009                      | Belgrado, Serbia         | 4.ª      | 1.88 m |
| 2009 | Campeonato Mundial                     | Berlín, Alemania         | 16.ª (q) | 1.92 m |
| 2013 | Europeo de Pista Cubierta              | Gotemburgo, Suecia       | 17.ª (q) | 1.85 m |
| 2013 | Universiada de 2013                    | Kazán, Rusia             | 1.ª      | 1.96 m |
| 2013 | Campeonato Mundial                     | Moscú, Rusia             | 7.ª      | 1.93 m |
| 2014 | Mundial de Pista Cubierta              | Sopot, Polonia           | 1.ª      | 2.00 m |
| 2014 | Campeonato Europeo                     | Zürich, Suiza            | 9.ª      | 1.90 m |
| 2015 | Europeo de Pista Cubierta              | Praga, República Checa   | 3.ª      | 1.94 m |
| 2015 | Campeonato Mundial                     | Pekín, China             | 4.ª      | 1.99 m |
| 2016 | Mundial de Pista Cubierta              | Portland, Estados Unidos | 3.ª      | 1.96 m |
| 2016 | Juegos Olímpicos                       | Río de Janeiro, Brasil   | 9.ª      | 1.86 m |
| 2017 | Europeo de Pista Cubierta              | Belgrado, Serbia         | 9.ª (q)  | 1.86 m |
| 2017 | Campeonato Mundial                     | Londres, Reino Unido     | 3.ª      | 1.99 m |